# Cressy-sur-Somme
Cressy-sur-Somme település Franciaországban, Saône-et-Loire megyében. Lakosainak száma 174 fő (2022. január 1.). Cressy-sur-Somme Ternant, Saint-Seine, Tazilly, Grury, Maltat és Marly-sous-Issy községekkel határos.

## Népesség
A település népességének változása:
| Lakosok száma | 195  | 190  | 198  | 186  | 184  | 180  | 175  | 172  | 174  |
|               | 2013 | 2015 | 2016 | 2017 | 2018 | 2019 | 2020 | 2021 | 2022 |